# Dąbrowo-Korab

Herb

Dąbrowo-Korab – herb szlachecki.

## Opis herbu
W polu czerwonym na łodzi złotej, zakończonej złotymi głowami lwimi – wieża kamienna okrągła o czterech blankach, z otworem u dołu, po bokach blanków po sześcioramiennej gwieździe srebrnej. Klejnot skrzydło sępie, strzałą srebrną przeszyte. Labry błękitne podbite srebrem,

## Najwcześniejsze wzmianki
Nadany w 1839 przez cesarza Mikołaja I

## Herbowni
- Hilary Ostrowski